# Елизаветино (Липецкая область)
Елизаве́тино — деревня Липецкого района Липецкой области России. Входит в состав Новодмитриевского сельсовета.

## Население
| 1859 | 2010 | 2012 |
| ---- | ---- | ---- |
| 303  | ↘18  | ↘16  |

## Инфраструктура
Личное подсобное хозяйство с зоной сельскохозяйственного использования, индивидуальная застройка усадебного типа.
Основа экономики — сельское хозяйство.

## Транспорт
Деревня доступна автотранспортом.